# Eclisse della ragione
Eclisse della ragione (Eclipse of reason) è un'opera scritta in lingua inglese da Max Horkheimer, filosofo tedesco della Scuola di Francoforte. Pubblicata nel 1947 dall'Oxford University Press di New York, vi viene effettuata una lucida analisi della definizione di "ragione" nella modernità alla luce della tragedia della seconda guerra mondiale.

## Mezzi e fini
Nel primo capitolo Horkheimer espone la dicotomia tra ragione soggettiva e ragione oggettiva. La ragione soggettiva è interessata al rapporto tra mezzi e fini e risponde unicamente al cieco principio di autoconservazione, mentre la ragione oggettiva rappresenta quel più ampio contesto razionale dei sistemi filosofici di Platone, Aristotele ed Hegel.
La crisi odierna è dovuta al fatto che la ragione è incapace di cogliere quest'oggettività: il pensiero può servire a qualunque scopo, sia esso buono o cattivo. Il linguaggio viene così ridotto ad uno strumento come gli altri, che serve a garantire la funzionalità, per calcolare le probabilità ed i fini pratici, mentre gli ideali filosofici hanno perduto il loro contenuto.

## Contrastanti panacee
Di fronte a questa situazione anche i tentativi della nuova ontologia e della metafisica sono giudicati da Horkheimer falsi e funzionali all'autorità. Horkheimer critica anche il neotomismo, accusato di propagare il dogmatismo e la scienza moderna, che si basa sulla petitio principii.

## La rivolta della natura
In questo capitolo Horkheimer critica il nichilismo della moderna società industriale, che ha svuotato la natura di qualsiasi significato. La natura viene repressa sia oggettivamente, mediante lo sfruttamento delle materie prime della terra, sia soggettivamente, attraverso la repressione del Sé, come ad esempio l'autocontrollo delle pulsioni sessuali. La razionalità sfrutta la natura, la quale – esaltata quale principio supremo – diventa l'arma del pensiero contro il pensiero stesso e contro la civiltà.

## Trionfo e decadenza dell'individuo
Al culmine del processo di razionalizzazione la ragione è diventata irrazionale, poiché il Sé da conservare ha perso qualsiasi contenuto. L'uomo contemporaneo è pieno di possibilità ma le sue aspettative concrete sono limitate, il soggetto non sa più come far uso delle sue funzionalità intellettuali perché queste funzioni vengono svolte dalle grandi potenze economico-sociali.

## Sul concetto di filosofia
Non esistono formule in filosofia. Il compito del filosofo oggi è quello di dare descrizioni adeguate, illuminando le sfumature. Da questo punto di vista il linguaggio riveste un'importanza fondamentale, poiché il linguaggio riflette i desideri degli oppressi e la natura. La filosofia aiuta il linguaggio a svolgere la sua funzione fondamentale, che è quella mimetica, come avviene nell'arte. La filosofia è lo sforzo di fondere tutto ciò che sappiamo per esperienza in una struttura linguistica in cui tutte le cose saranno chiamate col loro giusto nome. Il filosofo deve evitare di ipostatizzare sia lo spirito che la natura, quindi Horkheimer critica l'idealismo ed il naturalismo, colpevoli di avere glorificato il reale e l'esistente.